# Générateur de gaz
Un générateur de gaz fait généralement référence à un dispositif, semblable à la chambre de combustion d'une fusée à propergol solide ou liquide qui brûle des ergols pour produire de grands volumes de gaz relativement froid, au lieu de maximiser la température et l'impulsion spécifique. Cette basse température permet au gaz d'être utilisé plus facilement dans de nombreuses applications, notamment pour actionner des turbines. Les générateurs de gaz sont utilisés pour faire tourner des turbopompes dans les moteurs-fusées, de déployer les « airbags » (coussins gonflables de sécurité), et dans d'autres utilisations où de grands volumes de gaz sont nécessaires, et où le stockage sous forme pressurisé n'est pas souhaitable ou pratique.

## Description
Un cycle générateur de gaz fait en général spécifiquement référence à une manière de concevoir un moteur-fusée à ergols liquides alimenté par une turbopompe, où une certaine quantité d'ergol est brûlée dans un générateur de gaz pour faire tourner la turbopompe, et l'échappement est rejeté par-dessus bord (généralement à travers une tuyère) au lieu d'alimenter la chambre de combustion principale. Beaucoup de fusées à propulsion liquide sont conçues de cette façon, par exemple les moteurs F-1 des fusées Saturn V et les moteurs Merlin de SpaceX. Habituellement, les ergols sont brûlés dans un mélange très riche en carburant (fuel-rich) pour maintenir des températures de flamme froides, des ratios de O (oxydant)/C (carburant) inférieurs à 0,5 sont communs.
Un autre bon exemple est le missile V-2, qui utilise du peroxyde d'hydrogène qui est décomposé par une solution catalytique de permanganate de sodium liquide comme générateur de gaz. Il est utilisé pour faire tourner la turbopompe principale qui pressurise les ergols LOX-éthanol.

## Autres utilisations
Une utilisation courante des générateurs de gaz sont les coussins gonflables de sécurité (« airbags ») d'automobiles. Une petite charge pyrotechnique est habituellement utilisée pour ouvrir une soupape, qui enclenche le processus de génération de gaz. Un autre application commune sont les générateurs chimiques de dioxygène.
Les générateurs de gaz sont également utilisés pour propulser les torpilles, le peroxyde d'hydrogène étant fréquemment utilisé dans ces applications. Ils peuvent aussi être utilisés pour alimenter des groupes auxiliaires de puissance et d'unités de puissance d'urgence, le plus souvent avec de l’hydrazine.

## Carburants usuels et réactions mises en œuvre

### Peroxyde d'hydrogène
Le peroxyde d'hydrogène se décompose en dioxygène et en eau. Le peroxyde d'hydrogène concentré est utilisé pour la propulsion des torpilles et dans certains moteurs-fusées.
2 H2O2 → 2 H2O + O2.

### Hydrazine
L'hydrazine se décompose en diazote et en dihydrogène. La réaction est fortement exothermique et produit un grand volume de gaz chaud depuis un petit volume de liquide. Elle est utilisée dans certains moteurs de petite fusée et certains groupes auxiliaires de puissance, par exemple, dans la navette spatiale américaine et des unités de puissance d'urgence, par exemple, dans l'avion de combat F-16.
1. 3 N2H4 → 4 NH3 + N2
2. N2H4 → N2 + 2 H2
3. 4 NH3 + N2H4 → 3 N2 + 8 H2.

### Chlorates et perchlorates
Des chlorates de sodium, de potassium et de lithium et des perchlorates sont utilisés pour la production de dioxygène dans les générateurs chimiques de dioxygène.

### Azoture de sodium
L'azoture de sodium se décompose exothermiquement en sodium et azote. La réaction est employée dans certains modèles initiaux d'airbags.
2 NaN3 → 2 Na + 3 N2.
Le sodium qui en résulte est dangereux, d'autres matériaux sont donc ajoutés, par exemple, du nitrate de potassium et de la silice, pour le convertir par exemple en un verre silicaté.

### Ergols solides pour fusée
Beaucoup de propergols solides peuvent être utilisés comme générateurs de gaz.